# Warsai-Yekalo
Warsai-Yekalo-kampanjen lanserades av den eritreanska regeringen efter Eritreas självständighet för att uppnå ett antal mål. 
Det viktigaste av målen var landets återuppbyggnad efter årtionden av krig och med väldigt begränsade resurser. Warsai-Yekalos aktiviteter bestod bland annat av byggande och reparation av infrastrukturen, plantering av träd för att motverka erosion samt byggande av dammar för att säkra vattenförsörjningen. 
Ett annat mål var att göra något åt den enorma arbetslösheten i landet, speciellt bland de unga. Ett vidare mål var att föra vidare andan som de före detta frihetskämparna, landets åldrande ledare och veteraner representerade, till nästa generationen eritreaner, så att deras arv, landets självständighet, inte skulle gå förlorat, och för att den nya generationen skulle kunna ta sig an nästa stora utmaning, landets utveckling. Detta sista mål hade också gett namn åt kampanjen: På tigrinska betyder Warsai "min arving" och Yek'alo betyder "den som kan" eller "den som har förmågan").